# Regència d'Alger
La Regència d'Alger (turc otomà: ایالت جزاير غرب, Eyalet-i Cezayir-i Garb) és un antic estat del nord d'Àfrica que, entre 1515 i 1830, va precedir conquesta francesa d'Algèria. Situat entre la Regència de Tunis, a l'est, i l'Imperi Xerifià (a partir del 1553) a l'oest (així com les possessions espanyoles i portugueses al nord d'Àfrica), la Regència originalment s'estenia entre La Calle, a l'est, i Trara, a l'oest, i des d'Alger a Biskra, i, després d'expandir-se, fins a les actuals fronteres orientals i occidentals d'Algèria.
El 1515 Oruç Reis es va establir a Djidjelli que va fer servir de base contra els espanyols d'Alger. Sembla que ja tenia algunes ambicions polítiques i va donar gra a les tribus afectades per una fam (cosa que el va fer molt popular) i va intervenir també en els conflictes dels caps amazics. El 22 de gener de 1516 va morir el rei d'Aragó Ferran el Catòlic, això va esperonar que els habitants de l'Alger pensessin a alliberar-se de l'amenaça que suposava la presència castellana i aragonesa al penyal d'Alger (ocupat el 1510): van cridar a Oruç que era a Djidjelli i disposava de canons i vaixells. Oruç va fer matar Salim al-Tumi, emir d'Alger i vassall dels Banu Ziyyad i va agafar el poder a la ciutat; la flota enviada en socors no va aconseguir expulsar els pirates de l'Alger i un desembarcament el dia 30 de setembre dirigit per Diego de Vera va fracassar, i Oruç, consolidat, es va declarar llavors soldà d'Alger. El 1519 la regència, governada per Khair ed-Din Barba-rossa es va incorporar a l'Imperi Otomà.
La Regència estava governada pels «sultans d'Alger», beglerbegis, paixàs, agàs i deys, i estava compost per diversos beilicats (províncies) sota l'autoritat de beis (vassalls): Constantina a l'est, Medea al Beilicat de Titteri i Mazouna, després Mascara i, finalment, Orà, a l'oest. Cada beylik estava dividit en diversos outan (comtats), dirigits pels caïds, que responien davant del bey. Per administrar l'interior del país, l'administració delegava en les tribus anomenades makhzen. Aquestes tribus eren responsables d'assegurar l'ordre i recol·lectar impostos a les regions tributàries del país. Mitjançant aquest sistema, durant tres segles, la Regència d'Alger va estendre la seva autoritat per tot el nord d'Algèria. No obstant, la societat encara estava dividida entre tribus, dominades per germandats o djouads (nobles) locals. Diverses regions del país, no obstant, reconeixien només lleugerament l'autoritat d'Alger. Al llarg de la seva història, es van produir diversos alçaments, confederacions, caps tribals o sultanats als confins de la Regència. Abans del 1830, de les 516 unitats polítiques, un total de 200 principats o tribus estaven considerades com entitats independents, ja que dissentien amb el govern central o es negaven a pagar impostos, representant un 69% del territori.
Els refugiats de l'expulsió dels moriscos (1609-1614) i els seus descendents van participar activament en la pirateria barbaresca i l'esforç militar dels otomans d'Alger contra els espanyols a Orà, Mostaganem, Mascara i Tlemcen.

## Conquesta francesa d'Algèria
La conquesta d'Algèria per França començà amb el desembarcament de l'exèrcit africà a Sidi-Ferruch el 14 de juny de 1830, comandat pel general Louis Auguste Victor de Ghaisne de Bourmont. Va acabar en part amb la rendició formal de l'emir Abd el-Kader al duc d'Aumale el 23 de desembre de 1847. Aquesta fase inicial de la conquesta va acabar amb la submissió de les tribus d'Algèria a la reialesa i posteriorment amb la creació dels departaments francesos d'Algèria el desembre de 1848. No obstant això, les campanyes de pacificació del territori van continuar tenint lloc durant les dècades següents, i la conquesta del Sàhara no es va completar fins al 1902.
A partir de 1830, la conquesta d'Algèria va anar acompanyada d'una colonització forçada per la necessitat de proveir d'aliments les creixents forces militars: els soldats francesos es van convertir en colons instal·lant i desenvolupant el territori conquerit. Als pioners s'hi van unir posteriorment corsos, alsacians i lorens la regió dels quals va ser annexada per Alemanya el 1870 després de la Guerra francoprussiana, però també un petit nombre de migrants estrangers arribats en onades successives dels països fronterers mediterranis, especialment d'Espanya, però també d'Itàlia i Malta, una possessió britànica des del 1814. També es va animar a alemanys i suïssos a participar en la colonització.